# Alopecosa alpicola vidua
Alopecosa alpicola là một phân loài nhện trong họ Lycosidae.
Loài này thuộc chi Alopecosa. Alopecosa alpicola vidua được Eugène Simon miêu tả năm 1937.